# بناء الدولة

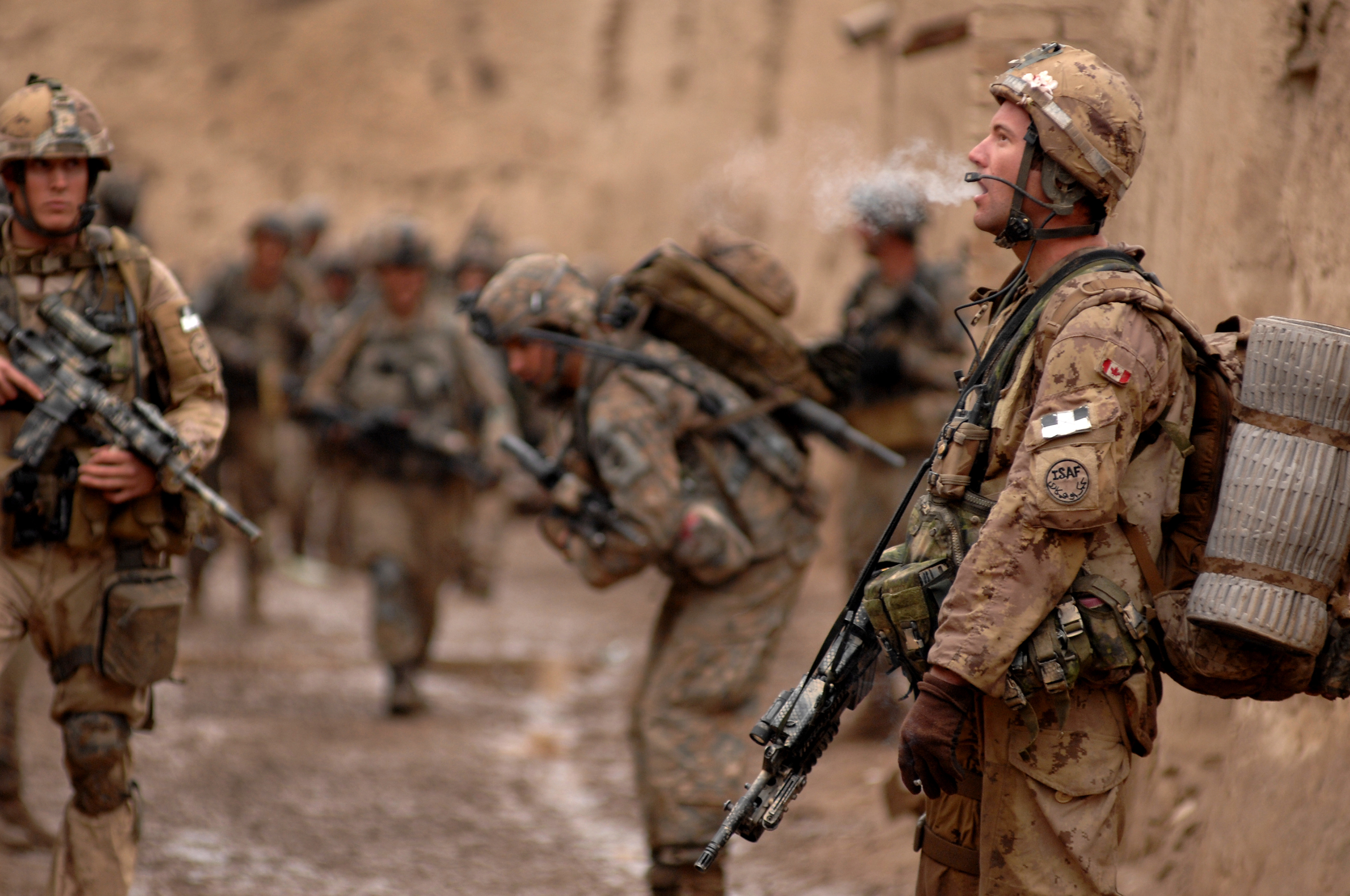

 بناء الدولة  هي العملية التي تعزز الدولة من خلالها قدرتها على العمل. بداية استخدام المفهوم متصل بظهور الدول القومية في أوروبا الغربية وركز على إنفاذ سلطة الدولة في المجتمع. عرَّف تشارلز تيلي بناء الدولة بأنه مقدمة لظهور موظفين متخصصين، والسيطرة على أراضي الدولة، والولاء والإستمرارية، ومؤسسات دائمة مع دولة مركزية ومستقلة تحتكر استخدام العنف. وفقاً لمعهد الأمم المتحدة لبحوث التنمية الاجتماعية، قدرات الدولة الأساسية هي:
- المساعدة في الحصول على التكنولوجيا الجديدة
- تعبئة وتوجيه الموارد إلى القطاعات الإنتاجية
- فرض المعايير واللوائح
- إنشاء المواثيق الاجتماعية
- تمويل وايصال وتنظيم الخدمات والبرامج الاجتماعية